# Ліля Ваврін
Ліля Ваврін (19 жовтня  Львів) — українська співачка, поетеса, композитор, радіо- та телеведуча.

## Професійна кар'єра
Працює на професійній сцені з 1991 року. Співачка є дипломантом та лауреатом всеукраїнських фестивалів «Молода Галичина», «Мелодія», «Перлини сезону», «Червона рута», «Слов'янський базар».
У 1995 гастролювала з гуртом «Ватра» у Німеччині, у 2002 представляла Україну на фестивалі пісні об'єднаної Європи «Zielona Góra» у Польщі.
Декілька років поспіль за опитуванням музичних студій Лілю Ваврін було визнано найкращою співачкою Львова, а її перший альбом «Не треба сліз» став найкращим у рідному місті.
Окрім співочої кар'єри Ліля Ваврін стала успішною радіоведучою на багатьох радіостанціях: Авто FM, Star FM, Люкс FM Львів, FM Галичина, Дуже радіо (2018-2022)
У 2003—2004 представляла сольну програму на острові Мадейра (Португалія).
у 2006 з'явився другий альбом «Хочу до тебе» (ZMS Records). Пісні, які увійшли до цього альбому були уже знані («Хочу до тебе», « Я не твоя», «Знав би ти»), тому альбом користувався великою популярністю.
У 2007 Ліля Ваврін була запрошена на роль телеведучої програми «Модний елемент» (ТРК Люкс, Новий канал, 2007—2010). У цьому ж році взяла участь у популярному всеукраїнському телепроєкті «ШАНС» (ІНТЕР)
А вже у 2008 світ побачив третій альбом співачки під назвою 5 хвилин (ZMS Records), який відрізнявся від попередніх своєю динамікою та ритмікою, і водночас, як і попередні, залишався вишуканим і романтичним.
У 2011 та 2013 Ліля Ваврін дала великі сольні концерти у Львові. Разом з нею пісні заспівали: гурт Піккардійська терція, Віктор Винник (лідер гурту Мері), Олеся Киричук, Сашко Скромний, Валерія Поліщук, а також в дуеті виступив скрипаль-віртуоз Олександр Божик і танцюрист Олександр Гарбарчук (соліст балету Життя).
Співачка бере участь у благодійних акціях в допомогу новонародженим дітям, дітям-сиротам, інвалідам та тим, хто потребує допомоги.
У 2017 році співачка створює дует із лідером гурту Без Обмежень Сергієм Танчинцем з авторською піснею Ангели плачуть, присвяченою подіям в Україні. Твір увійшов до альбому гурту  "5 хвилин".
З початку повномасштабного вторгнення Росії в Україну Ваврін бере участь у благодійних заходах на підтримку українських військових.
Також виконавиця завжди допомагає волонтерам, що опікуються безхатніми тваринами. У самої співачки вдома живуть врятованих 5 котів. 